# Maculinea tripuncta
Maculinea tripuncta är en fjärilsart som beskrevs av Courvoisier 1903. Maculinea tripuncta ingår i släktet Maculinea och familjen juvelvingar. Inga underarter finns listade i Catalogue of Life.